# Rafael Câmara
Rafael Câmara, né le 5 mai 2005 à Recife, est un pilote automobile brésilien. Membre de la Ferrari Driver Academy, il est sacré champion d'Europe de Formule Régionale en 2024, puis champion de Formule 3 FIA en 2025. Il n'a pas de lien de parenté avec Sérgio Sette Câmara.

## Biographie

### Karting
Câmara commence le karting en 2014, où il participe à la Coupe brésilienne de karting. Il participe ensuite à des compétitions internationales, terminant deuxième du Championnat du Monde de karting, pilotant dans la classe OK Junior pour Forza Racing. Après avoir terminé cinquième du Championnat d'Europe lors de sa première année de karting senior, Câmara clôture sa carrière de karting en 2021 en remportant un certain nombre de séries, telles que la WSK Champions Cup et la WSK Super Master Series, ainsi qu'en prenant le statut de vice-champion d'Europe.

### Débuts en monoplace

#### Formule 4 UAE
En 2022, Câmara fait ses débuts en monoplace en participant au Championnat des Émirats arabes unis de Formule 4 avec Prema Powerteam. Il rate cependant la manche d'ouverture en raison d'une contraction du COVID-19. Il décroche son premier podium lors de la deuxième manche à Dubaï, avant de remporter ses deux premières victoires dans le championnat sur le même circuit, le week-end suivant. Lors de l'avant-dernière manche du championnat, il remporte trois des quatre courses disputées, lui permettant de se maintenir en lice pour le titre avant la finale de la saison. Malgré une victoire lors de la première course à Yas Marina, il ne peut empêcher son coéquipier Charlie Wurz de remporter le titre, étant notamment victime d'un abandon dans la troisième course de l'épreuve, en raison d'une collision. Il termine ainsi vice-champion ,,.

#### Championnat d'Allemagne de Formule 4

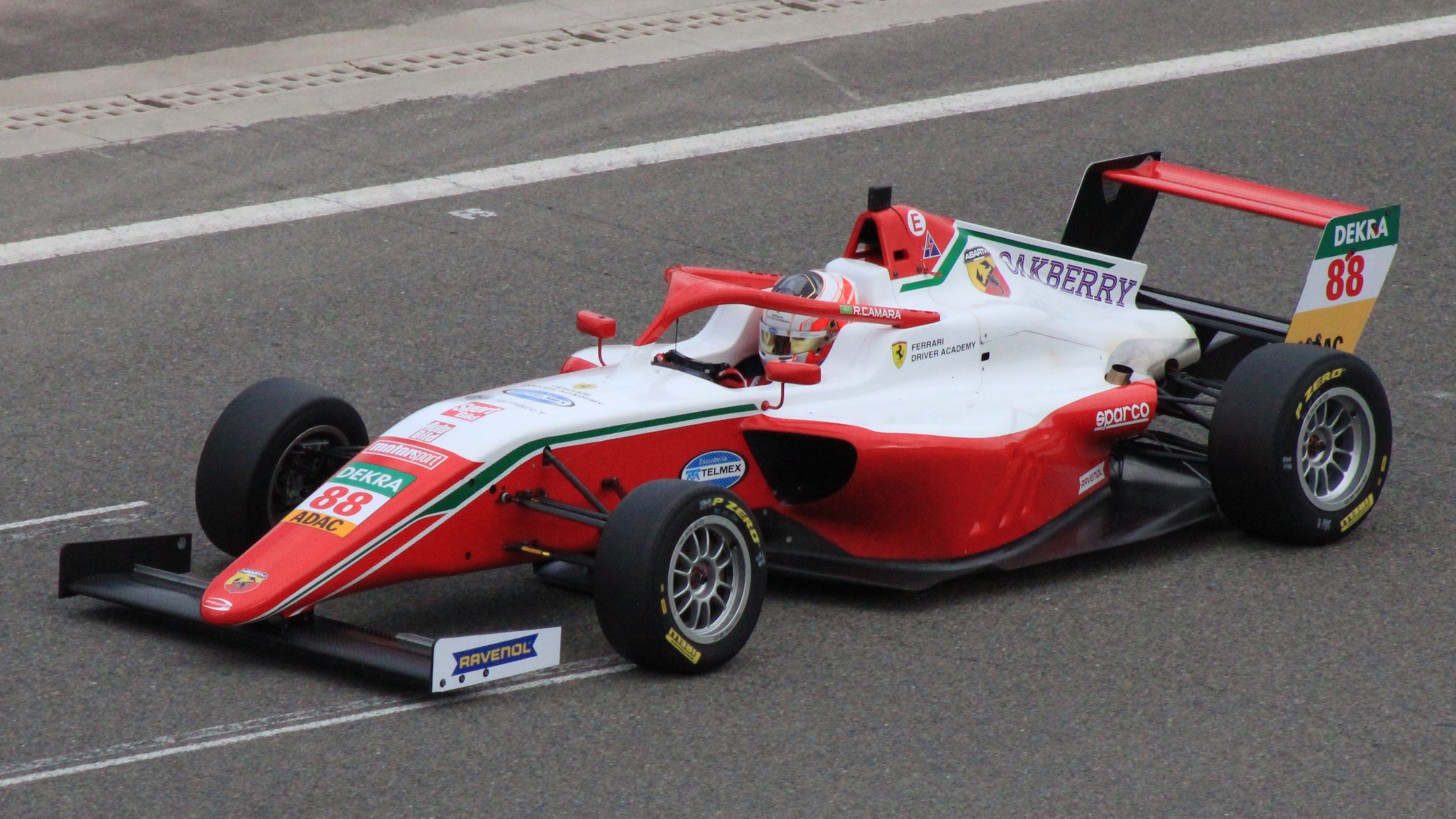
Rafael Câmara en Formule 4 allemande en 2022 à Spa-Francorchamps.

Sa campagne principale se déroule en Europe, où il pilote dans le championnat d'Italie de Formule 4 et le championnat d'Allemagne de Formule 4 avec Prema,,. Pour ses débuts dans le championnat allemand, il obtient deux deuxièmes places et une victoire dans la troisième course disputée à Spa-Francorchamps , ce qui lui permet de prendre la tête du championnat,. La victoire lui échappe lors des deux manches suivantes, mais il parvient à se maintenir dans la lutte pour le titre face à  Antonelli avec plusieurs podiums obtenus à Hockenheim et Zandvoort,,. Victime d'une nouvelle infection au COVID-19, il est contraint de manquer la manche disputée au Nürburgring. Il termine sa campagne avec deux pole positions et des podiums lors de la deuxième manche du Nürburgring, ce qui lui vaut le titre honorifique de meilleur rookie et la troisième place au classement général,.

#### Championnat d'Italie de Formule 4

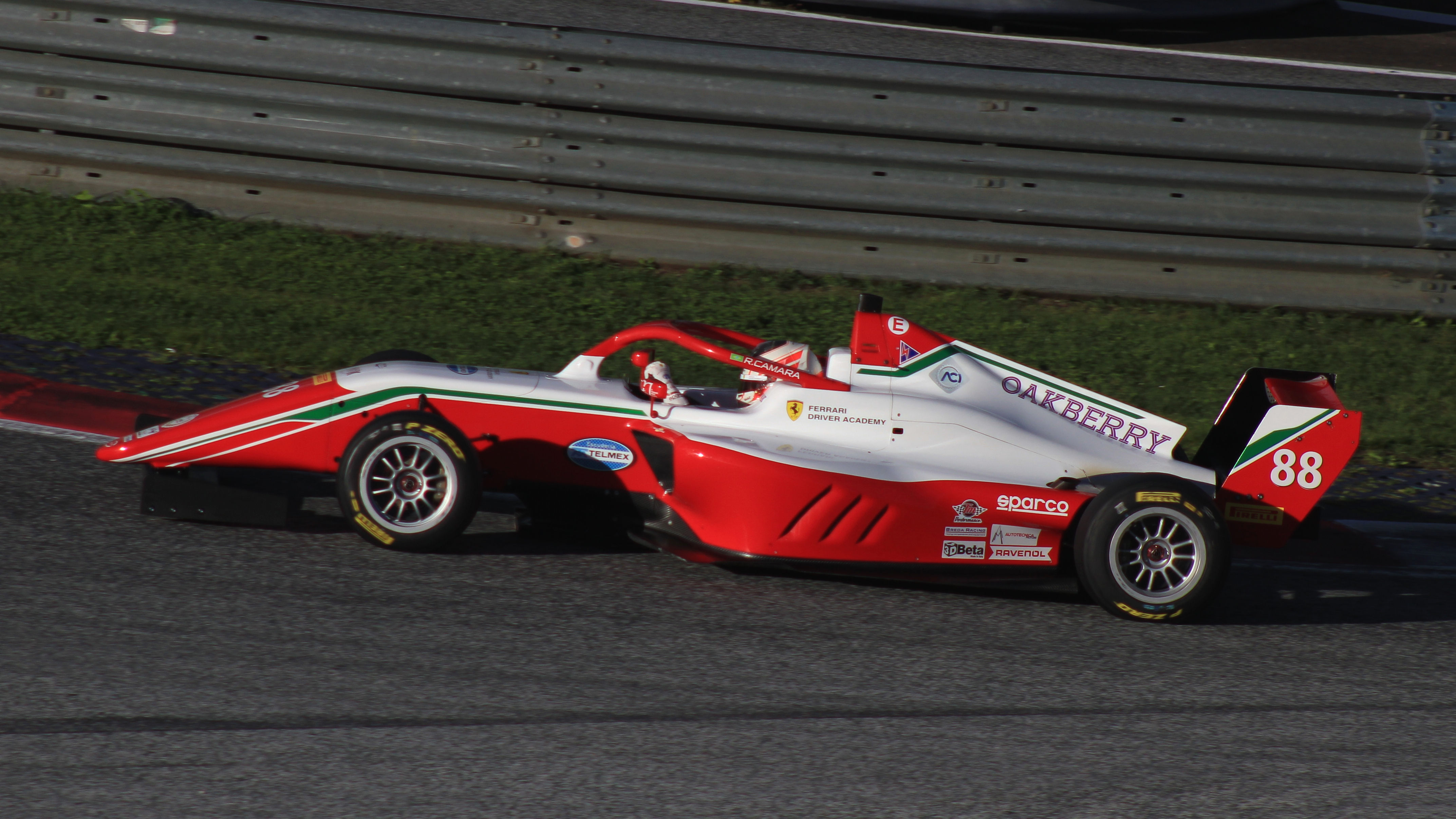
Rafael Câmara en Formule 4 italienne en 2022 à Spielberg.

En Italie, Câmara connait un début de campagne compétitif, héritant de la victoire lors de l'ouverture de la saison à Imola lorsque Antonelli, alors leader, subit une panne de boîte de vitesses dans les derniers tours. Il obtient une autre victoire à Misano, se faisant notamment remarquer en dépassant son coéquipier italien au redémarrage derrière la voiture de sécurité. À Spa-Francorchamps, après avoir décroché la pole position pour la troisième course, Câmara termine au troisième rang sous le drapeau à damier. Il décroche d'autres podiums à Vallelunga et au Red Bull Ring. Il connaît un week-end plus difficile à Monza, ne parvenant pas à monter sur le podium lors des trois courses disputées. Il termine sa saison à la troisième place du championnat, dépassé par Alex Dunne lors de la dernière manche (une collision avec l'Irlandais a pour conséquence de faire perdre plusieurs points au Brésilien).

### Formule Régionale

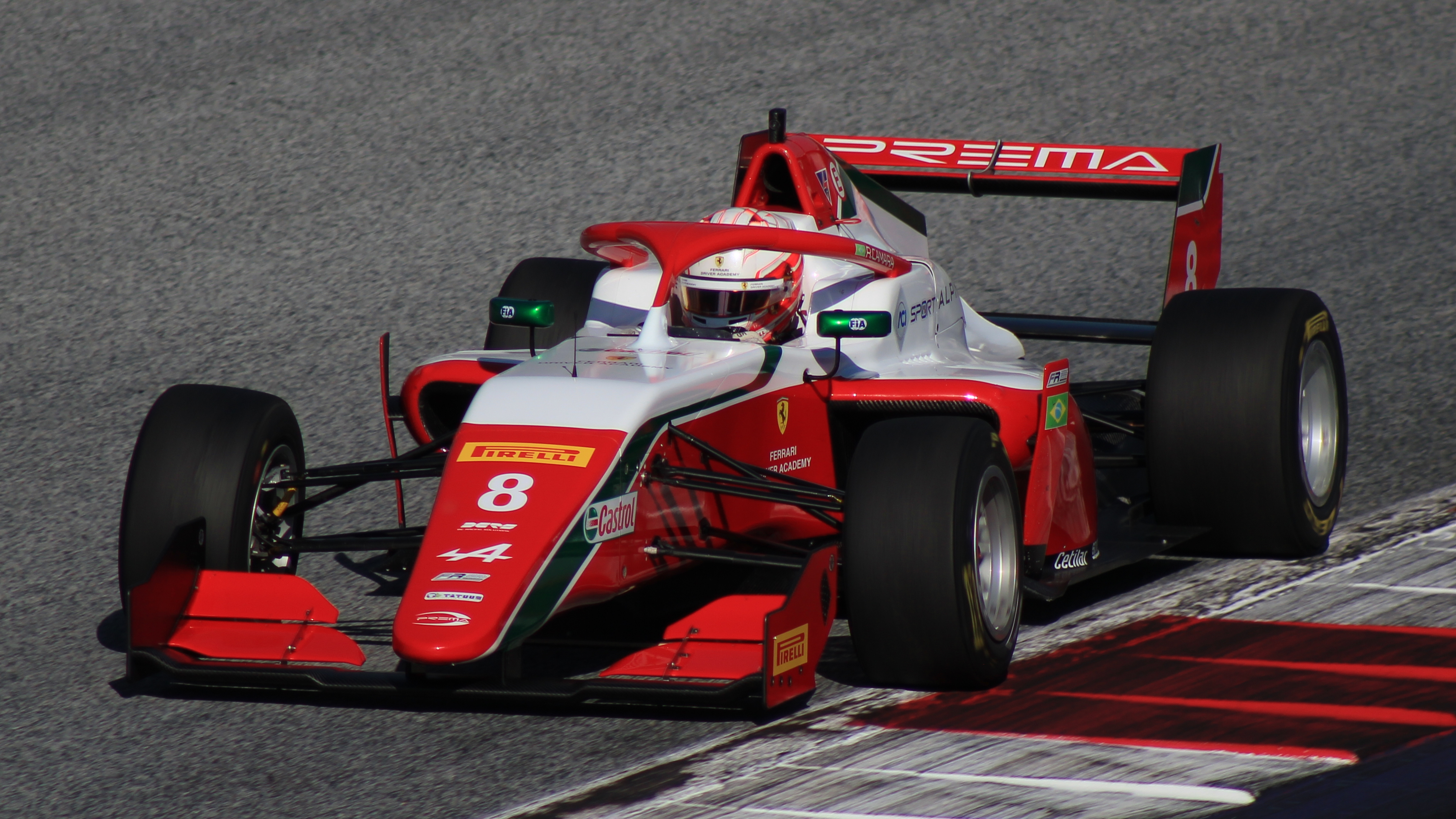
Rafael Câmara en Formule Régionale en 2023 à Spielberg.

Après des essais discrets fin 2022, Câmara participe d'abord au Championnat du Moyen-Orient de Formule Régionale au sein de l'écurie indienne Mumbai Falcons. Il décroche un total de six podiums (trois deuxièmes places et trois troisièmes places) et se classe troisième du championnat avec 131 points. Il est ensuite promu par Prema pour la saison 2023 de Formule Régionale, aux côtés d'Antonelli et de Lorenzo Fluxá. Il décroche sa première victoire à Spa-Francorchamps puis une deuxième au Red Bull Ring à chaque fois en partant de la pole position, ainsi que trois autres podiums. Il se classe cinquième du championnat avec 173 points.

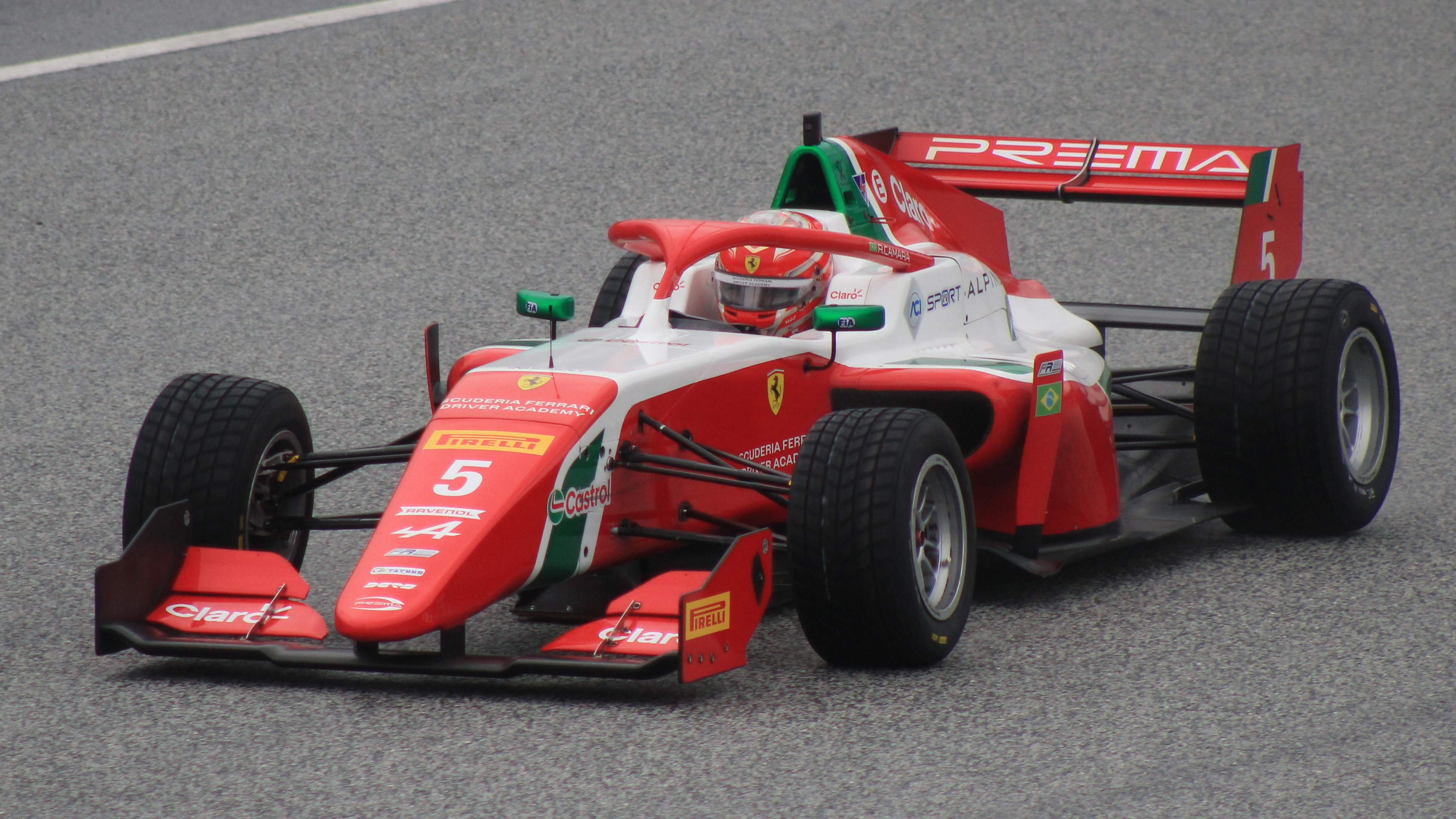
Rafael Câmara en Formule Régionale en 2024 à Spielberg.

Pour la saison 2024, Câmara continue avec Prema pour une deuxième saison. Dès le début de saison, il obtient une pole position, une victoire et une deuxième place à Hockenheim. Il remporte ensuite les deux courses de la manche suivante à Spa-Francorchamps. A Zandvoort, il réalise la même performance qu'en Allemagne (pole position, victoire et deuxième place). Après seulement trois week-ends, le Brésilien compte déjà quatre victoires et deux deuxième places, ce qui le place en tête du championnat. Câmara s'assure du titre lors de la seconde course de l'épreuve de Barcelone et remporte une septième victoire lors de la dernière course de la saison, disputée à Monza,.

### Formule 3 FIA
En octobre 2024, Trident Racing annonce la titularisation de Rafael Câmara pour la saison 2025 de Formule 3 FIA, aux côtés de Charlie Wurz et de Noah Strømsted. Vainqueur de trois courses et disposant de 28 points d'avance sur son rival Nikola Tsolov avant la manche du Hongaroring, le Brésilien s'assure du titre après sa victoire lors de la course principale de l'épreuve. 

## Carrière

### Résultats en monoplace
| Saison | Championnat                                      | Écurie                 | Courses | Victoires | Pole positions | Meilleurs tours | Podiums | Points | Classement |
| ------ | ------------------------------------------------ | ---------------------- | ------- | --------- | -------------- | --------------- | ------- | ------ | ---------- |
| 2022   | Championnat des Émirats arabes unis de Formule 4 | Prema Racing           | 16      | 6         | 4              | 5               | 8       | 210    | 2e         |
| 2022   | Championnat d'Italie de Formule 4                | Prema Powerteam        | 20      | 2         | 4              | 3               | 10      | 239    | 3e         |
| 2022   | Championnat d'Allemagne de Formule 4             | Prema Powerteam        | 12      | 1         | 2              | 2               | 9       | 193    | 3e         |
| 2023   | Formule Régionale Moyen-Orient                   | Mumbai Falcons Limited | 15      | 0         | 0              | 0               | 6       | 131    | 3e         |
| 2023   | Formule Régionale Europe                         | Prema Powerteam        | 20      | 2         | 3              | 1               | 5       | 173    | 5e         |
| 2024   | Formule Régionale Moyen-Orient                   | Mumbai Falcons Limited | 15      | 2         | 1              | 2               | 2       | 128    | 3e         |
| 2024   | Formule Régionale Europe                         | Prema Powerteam        | 20      | 7         | 7              | 7               | 12      | 309    | Champion   |
| 2025   | Formule 3 FIA                                    | Trident                | 17      | 4         | 5              | 3               | 5       | 156    | Champion   |